# 蘇珦
蘇 珦（そ きょう、635年 - 715年）は、唐代の官僚。本貫は雍州藍田県。

## 経歴
明経に挙げられ、鄠県県尉に任じられた。鄠県は訴訟の多い県であったが、蘇珦の着任以来これが減少したため、雍州長史の李義琰に称賛された。
垂拱元年（685年）、蘇珦は右粛政台監察御史となった。垂拱4年（688年）、武則天が韓王李元嘉・魯王李霊夔らを殺害しようと図り、蘇珦を派遣してかれらの罪状を調べさせたが、蘇珦はその証拠を見つけ出せなかった。ある人が蘇珦は韓王・魯王らに同情していると誣告したので、武則天は蘇珦を召し出して詰問したが、蘇珦は抗議して回答しなかった。武則天は喜ばず、蘇珦は河西監軍として出された。五度官を異動して右司郎中となった。ときに御史の王弘義が来俊臣に追従し、無罪の人を陥れて、朝廷を悩ませていた。王弘義はかつて虢州の材木を伐採する命令が出ていたのにかこつけて、民衆を夫役に酷使し、その多くを死なせていた。蘇珦が調査してそのことを上奏すると、王弘義は罪に問われて左遷された。蘇珦はほどなく給事中に転じ、左粛政大夫に任じられた。長安4年（704年）、武則天が巨費をついやして白司馬阪に大像を建てようと計画すると、蘇珦はこれを厳しく諫め、武則天はこれを聞き入れた。
神龍2年（706年）、武三思が権力を握ると、韋月将が武三思に謀反の企みがあると告発した。韋月将はかえって武三思に陥れられ、中宗の命で斬られた。蘇珦は刑罰をおこなうべきときではないと上奏し、武三思の意に逆らい、右御史大夫に転じた。ほどなく岐州刺史として出され、右御史大夫として復帰した。神龍3年（707年）、節愍太子李重俊が敗死すると、蘇珦は中宗の命を受けてその一党を取り調べた。有罪の者に安国相王李旦（睿宗）の関係者がいたことが判明して、蘇珦はこれを密奏した。中宗は蘇珦の意図を理解して、多くを免罪した。蘇珦は戸部尚書に抜擢され、河内郡公の爵位を受けた。ほどなく太子賓客・検校詹事に任じられ、老齢のため致仕した。開元3年（715年）、死去した。享年は81。兗州都督の位を追贈された。諡は文といった。
子に蘇晋があった。

## 伝記資料
- 『旧唐書』巻100 列伝第50
- 『新唐書』巻128 列伝第53